# Rudný pramen
Rudný pramen (starým názvem též Rudník, Rúdnice apod.) je minerální pramen v Roudnici nad Labem v Českém středohoří v okrese Litoměřice na Litoměřicku. Od starého jména pramene je odvozen název města Roudnice nad Labem.

## Popis a historie
Pramen se nachází v dnešní Havlíčkově ulici, ve výklenku zdi augustiniánského kláštera s chrámem Narození Panny Marie. Pramen je silně železitý a není vhodný k pití. Také je třeba pravidelně odstraňovat nános železa, aby se pramen neucpával.
Po bombardování Roudnice na konci druhé světové války 9. května 1945 přestal Rudný pramen vyvěrat ze zdi kostela a objevil se v sousedním dvoře hostince U Vágnerů. Teprve v roce 1983 byl pramen přiveden zpět na své původní místo, o což se zasloužili zdejší bratři Jandové.